# 霁虹街道
霁虹街道，是中华人民共和国辽宁省沈阳市铁西区下辖的一个乡镇级行政单位。

## 行政区划
霁虹街道下辖以下地区：
北虹桥社区、明朗社区、青年居易社区、兴工北社区、爱工北社区、铁军社区、荣华社区、黎明公寓社区、公和桥社区、新湖社区、兴华北社区、云峰北社区、明瑞社区、青新社区、青扬社区、新宁社区、乐善社区和嘉和社区。